# Veszprémvarsány vasútállomás
Veszprémvarsány vasútállomás  egy Győr-Moson-Sopron vármegyei vasútállomás, amit a GYSEV üzemeltet. A névadó település, Veszprémvarsány északi szélén helyezkedik el, a 82-es főút közvetlen közelében, a 8218-as út vasúti keresztezésétől délre.

## Áthaladó vasútvonalak
- Győr–Veszprém-vasútvonal (11)
- Környe–Pápa-vasútvonal (13) – személyforgalom szünetel

## Kapcsolódó állomások
A vasútállomáshoz az alábbi állomások vannak a legközelebb:
- Bakonypéterd megállóhely (Győr vasútállomás, Győr–Veszprém-vasútvonal)
- Bakonygyirót megállóhely (Veszprém vasútállomás, Győr–Veszprém-vasútvonal)
- Lázi megállóhely (Tatabánya vasútállomás, Környe–Pápa-vasútvonal)
- Románd megállóhely (Pápa vasútállomás, Környe–Pápa-vasútvonal)

## Forgalom
| Járat        | Útvonal | Gyakoriság   |
| ------------ | --- | ------------ |
| személyvonat | Győr – Győr-Gyárváros – Győrszabadhegy – Nyúl – Pannonhalma – Tarjánpuszta – Győrasszonyfa – Veszprémvarsány – Bakonygyirót – Bakonyszentlászló – Vinye – Porva-Csesznek – Zirc – Eplény – Veszprém | 2 óránként   |
| személyvonat | Győr – Győr-Gyárváros – Győrszabadhegy – Nyúl – Pannonhalma – Tarjánpuszta – Győrasszonyfa – Veszprémvarsány – Bakonygyirót – Bakonyszentlászló                                                     | Napi 4-6 pár |